# Sjelepicha (metrostation Moskou)
Sjelepicha (Russisch: Шелепиха ) is een station van de Grote Ringlijn van de Moskouse metro. Het station ligt op het tracé van de Roebljevo Archangelsk-radius, een verbinding tussen het centrum en de annexaties aan de westkant van de stad via Strogino, op de projectkaart is dat de onderste stippellijn. Het werd aanvankelijk gebruikt als onderdeel van de derde overstap contour en door een verbindingsboog ten noorden van Sjelepicha is er een doorgaand spoor naar Chorosjovskaja.

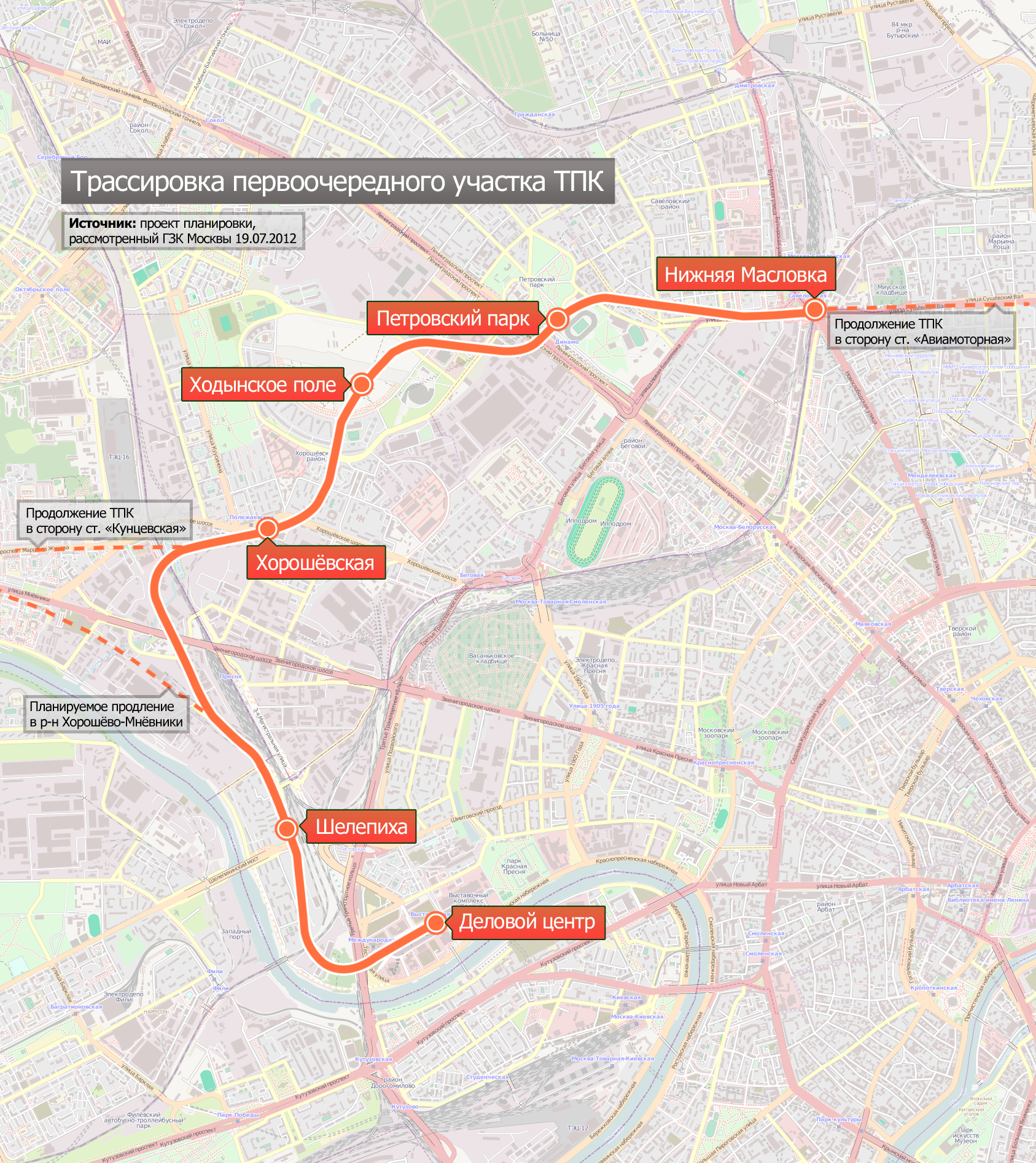
De ligging van de stations op de projectkaart uit 2012